# هنسلی، آرکانزاس
هنسلی (به انگلیسی: Hensley) یک منطقهٔ مسکونی در ایالات متحده آمریکا است که در شهرستان پلاسکی، آرکانزاس واقع شده‌است. هنسلی ۲٫۶۵ کیلومتر مربع مساحت و ۱۲٬۲۸۲ نفر جمعیت دارد و ۷۹ متر بالاتر از سطح دریا واقع شده‌است.